# Owain le Rouge
Pour les articles homonymes, voir Owain ap Gruffydd.
Owain ap Gruffydd (? - 1282?), également connu sous le nom d'Owain Goch (Yvain le Rouge) était le frère de Llywelyn ap Gruffydd et de Dafydd ap Gruffydd. Il régna sur une partie du Gwynedd (ou Vénédotie).

## Biographie
Owain était le fils aîné de Gruffydd ap Llywelyn et le petit-fils de Llywelyn le Grand (ou Léolin le Grand). Il fut emprisonné avec son père au château de Criccieth en 1239 par son oncle, Dafydd ap Llywelyn et fut envoyé comme otage, toujours avec son père, en Angleterre en 1241.
À la mort de Dafydd ap Llywelyn en 1246, il revint au Pays de Galles pour réclamer le Gwynedd. Le traité de Woodstock, signé avec Henri III d'Angleterre en 1247, lui en accorda une partie tandis que son frère Llywelyn le Dernier prit possession de l'autre. Bien qu'ils aient été obligés de payer tribut à l'Angleterre au début de leur règne, Owain et Llywelyn finirent par se rebeller contre Henri III pour protester contre les nombreux raids anglais sauvages menés sur les frontières du Pays de Galles. Vers 1256, Owain et Llywelyn avaient largement expulsé les Anglais du nord du Pays de Galles.
Chacun désirait s'assurer la suprématie du Gwynedd et en 1255 les trois frères s'affrontèrent. Llywelyn triompha d'Owain et de Dafydd lors de la bataille de Bryn Derwin. Devenu souverain du Gwynedd, Llywelyn étendit ses conquêtes à la quasi-totalité du Pays de Galles et se fit déclarer Prince de Galles. Il fit emprisonner Owain jusqu'en 1277.
Un poème contemporain du XIIIe siècle de Hywel ap Griffi le Chauve qui lamente la captivité d'Owain s'ouvre sur :
Gwr ysydd yn nhwr yn hir westai (Un homme dans la tour, longtemps invité)
On n'est pas sûr de l'endroit où Owain fut emprisonné, mais certains historiens pensent que ce fut au château de Dolbadarn près de Llanberis. Llywwelyn le relâcha à contrecœur en 1277 selon les termes du traité d'Aberconwy, après 20 ans de captivité.
Enfin libre, Owain s'installa sur son domaine à l'ouest du Pays de Galles et ne fit plus jamais valoir ses droits. On pense qu'il mourut avant la crise finale de 1282.

## Sources
- (en) Kari Maund, The Welsh Kings: Warriors, warlords and princes, Mill Brimscombe Port Stroud, The History Press, 2006 (ISBN 9780752429731), p. 204-06, 222, 224, 228
- (en) David Walker, Medieval Wales, Cambridge, Cambridge University Press, 1990 réédition 1999 (ISBN 0521311535), p. 105, 109-112, 114, 126, 128